# Денна вежа (Кам'янець-Подільська фортеця)
 Де́нна ве́жа — наріжна фортечна вежа № 8 Старого замку міста Кам'янець-Подільський. Пам'ятник відображає кілька періодів в історії середньовічної фортифікації. Одна з найцікавіших споруд оборонного зодчества в Україні.
Одна з досліджених дако-римських веж, відкритих на території замку.

## Згадка в історичних джерелах
Опис вежі зберігся в «Реєстрі всіх будівель навколо замку Кам'янецького» за 1544 рік:

| «Усередині Денної вежі, на середньому поверсі, було порожнє місце під комору. Йов розпорядився його знищити, маючи на увазі, що в разі нападу ворога, завдяки існуванню у вежі порожнього простору, як цій вежі, так і самій фортеці могла би бути заподіяна ворогом велика шкода. Нині місце це перебудовано, до того ж вставлена міцна з колод стеля і наслана підлога. У тій же Денній вежі, на одній висоті з фортечними мурами і сходами від них, проламані в обидва боки широкі отвори — брама і обкладені одвірками з тесаного каменю. Брамою цією, завдяки їх ширині, можна будете користуватися для пересування з вежі на фортечні мури, по той та інший бік, гармат… На виході із середнього поверху Денної вежі на замковий мур, у кутку вежі біля стіні влаштований новий димар із грубкою задля того, щоб, коли з нижніх бійниць вестиметься стрілянина, скупчений при цьому в нижній частині вежі дим міг вільно виходити назовні і не заважати зайнятим стрільбою гармашам. Біля вогню цієї ж грубки зимою можуть грітися вартові і гармаші, а також користуватися ним при роботі, як освітленням, і навіть запалювати ґноти. Зовнішній отвір димаря, як засвідчує Іов, буде захищено від дощу і снігу особливою покрівлею з підвісними жолобами, по яких вода, стікаючи, не заподіє ніякої шкоди стінам. Разом із тим Іов зробив раз і назавжди розпорядження, щоб зимою сніг із цієї покрівлі постійно змітався».[2] |

## Історія

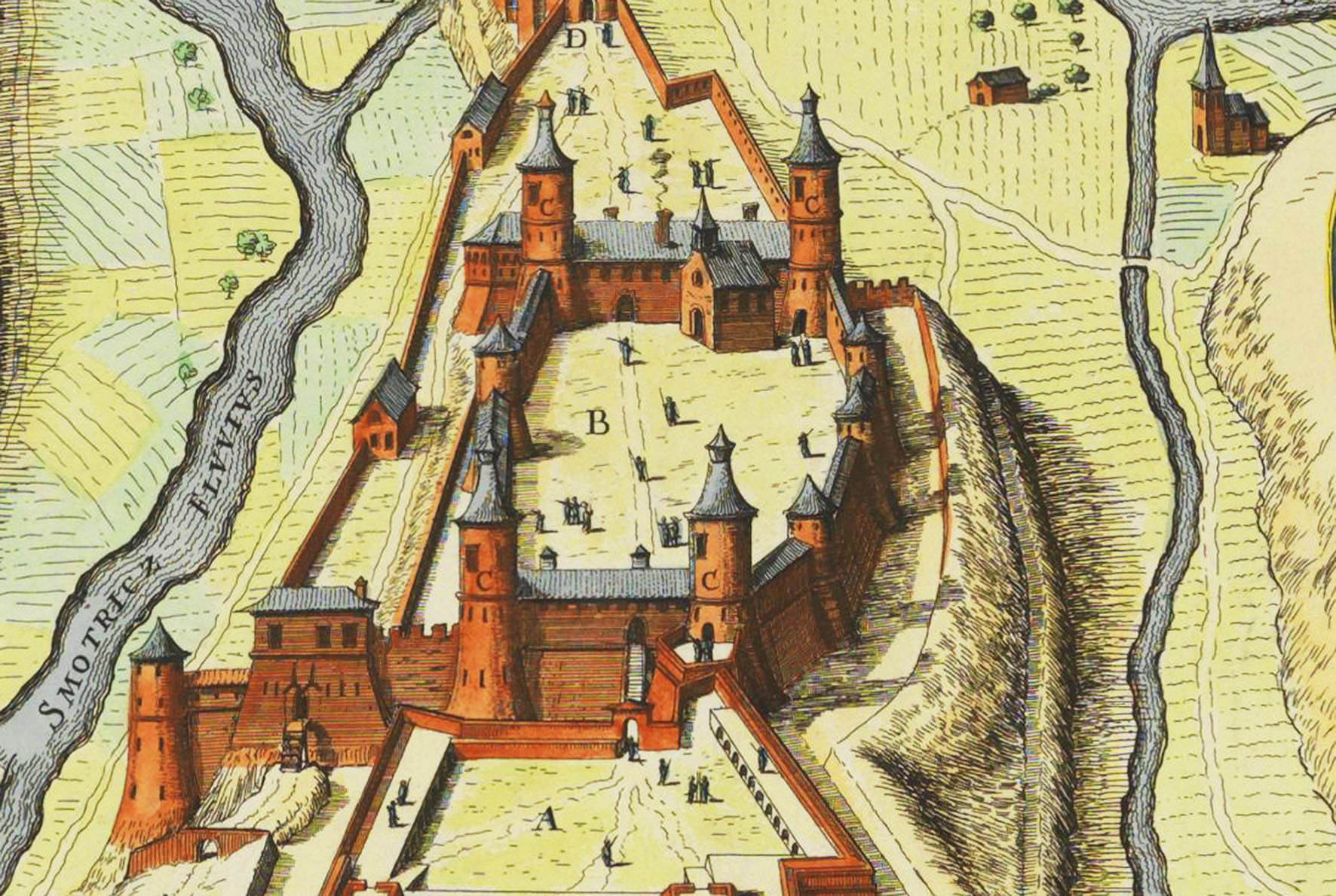
Малюнок Кам'янець-Подільської фортеці, 1684

Вежа Денна — наймасивніша і найдавніша з усіх замкових веж. Постала внаслідок розбудови маленької дако-римської вежі.
У другій половині XII століття з боку двору добудували прямокутну в плані вежу розміром 6,4 на 6,8 м. Наприкінці XIV сторіччя напільний бік вежі була модернізована під фланкувальну.
У 1542 — 1544 роках будівельними роботами керував військовий інженер й архітектор Йов Претфес (Претвич). Він збільшив вежу в обсязі, надав їй в плані з боку двору заокругленість, обабіч вежі підвищив і потовщив оборонні мури.
Одночасно із заходу до вежі добудували, майже повністю закривши її фасад на два яруси, Нову Західну вежу.
1672 року вежа зазнала пошкодження.

## Опис
Розташована на західному розі головного двору Старого замку на перетині його південно-західних і північно-західних мурів. Найскладніша споруда замку, формування якої пов'язане з найраннішим періодом замку.
Частина дако-римської вежі збереглася і становить прямокутне приміщення першого ярусу великої Денної вежі. Вхід до неї з боку двору обрамлено білокам'яним порталом. У Західному казематі в невеличкому тупиковому коридорі зліва на стіні видно контури замурованих зубців із бійницею, колись першого укріплення на мисі.
Вежа із зовнішнього боку замку в плані прямокутна, з боку двору — кругла. На висоту двох ярусів до неї з трьох сторін примикають оборонні мури й  Нова вежа. Розміри вежі з північного заходу на південний схід — 16 м, висота з напільного боку 18,5 м. Товщина мурів становить 2,5 — 4 м. У першому ярусі зберігся фрагмент стіни XII в. із зубцями і бійницею. Бійниці різноманітного характеру: від лучних до пристосованих до важкої артилерії. Перемички отворів і бійниць із XVI сторіччя.

## Реставраційні роботи
У 1946-1952 роках провели консерваційні роботи фортеці. У 1960-х роках під керівництвом архітектора-реставратора Євгенії Пламеницької проводились планомірні архітектурно-археологічні дослідження укріплень Старого замку. Державний науково-дослідний інститут теорії та історії архітектури та містобудування опрацював Генеральну програму консерваційно-реставраційних робіт по Старому замку та архітектурну концепцію реставрації, розроблену Є. Пламеницькою. У 1960-1980-х роках здійснили консервацію та реставрацію значної частини замкових укріплень, зокрема і Денної вежі.
Нові масштабні реставраційні роботи провели згідно з «Перспективною програмою консерваційних і реставраційних робіт по комплексу Старого і Нового замків» 1999 року, автором якої була дочка Євгенії Пламеницької  Ольга Пламеницька.